# 楊學
楊學（1425年—1484年），字文斆，四川重慶府江津縣人，民籍，治《春秋》，年二十七歲中式景泰二年辛未科第三甲第八十一名進士。九月二十七日生，行三，曾祖楊道可；祖楊彥 ，本縣學教諭贈禮部員外郎；父楊旦；母高氏 。慈侍下，妻周氏，伯楊旭（禮部員外郎），兄子垣；子坤。由縣學生中式四川鄉試第六十名舉人，會試中式第七十七名。官至雲南左參議。